# أيفي مايك
أيفي مايك (بالإنجليزية: Ivy Mike) هو الاسم الرمزي الذي أطلق على أول اختبار شامل لقنبلة نووية حرارية ينتج جزء من عائدها التفجيري من اندماج نووي. أجري تفجير أيفي مايك في الأول من نوفمبر 1952 من قبل الولايات المتحدة على جزيرة إليوجلاب، وهي إحدى جزر إنيويتاك المرجانية، الواقعة الآن في جمهورية جزر مارشال، وكان ذلك جزءًا من العملية أيفي. كان هذا الاختبار أول اختبار شامل لتصميم تيلر وأولام، وهو جهاز اندماج نووي مرحلي.
نظرًا إلى حجم جسم قنبلة «مايك» ووقودها الاندماجي (الديوتيريوم المسال فائق التبريد)، فهي لم تكن مناسبة لاستخدامها كسلاح قابل للحمل جوا.
كان الغرض منها أن تكون تجربة إثبات مفهوم «تقليدي تقنيا» للتحقق من المفاهيم المستخدمة في التفجيرات متعددة الميغا طن.
نتيجة لجمع طياري قوات الولايات المتحدة الجوية لعينات الانفجار (التي تسببت في وفاة أحدهم)، فقد وجد العلماء بقايا النظائر المشعة للبلوتونيوم-246 والبلوتونيوم-244، وأكدوا وجود العنصرين المتوقعين غير المكتشفين الأينشتاينيوم والفيرميوم.

## تصميم القنبلة والتحضيرات

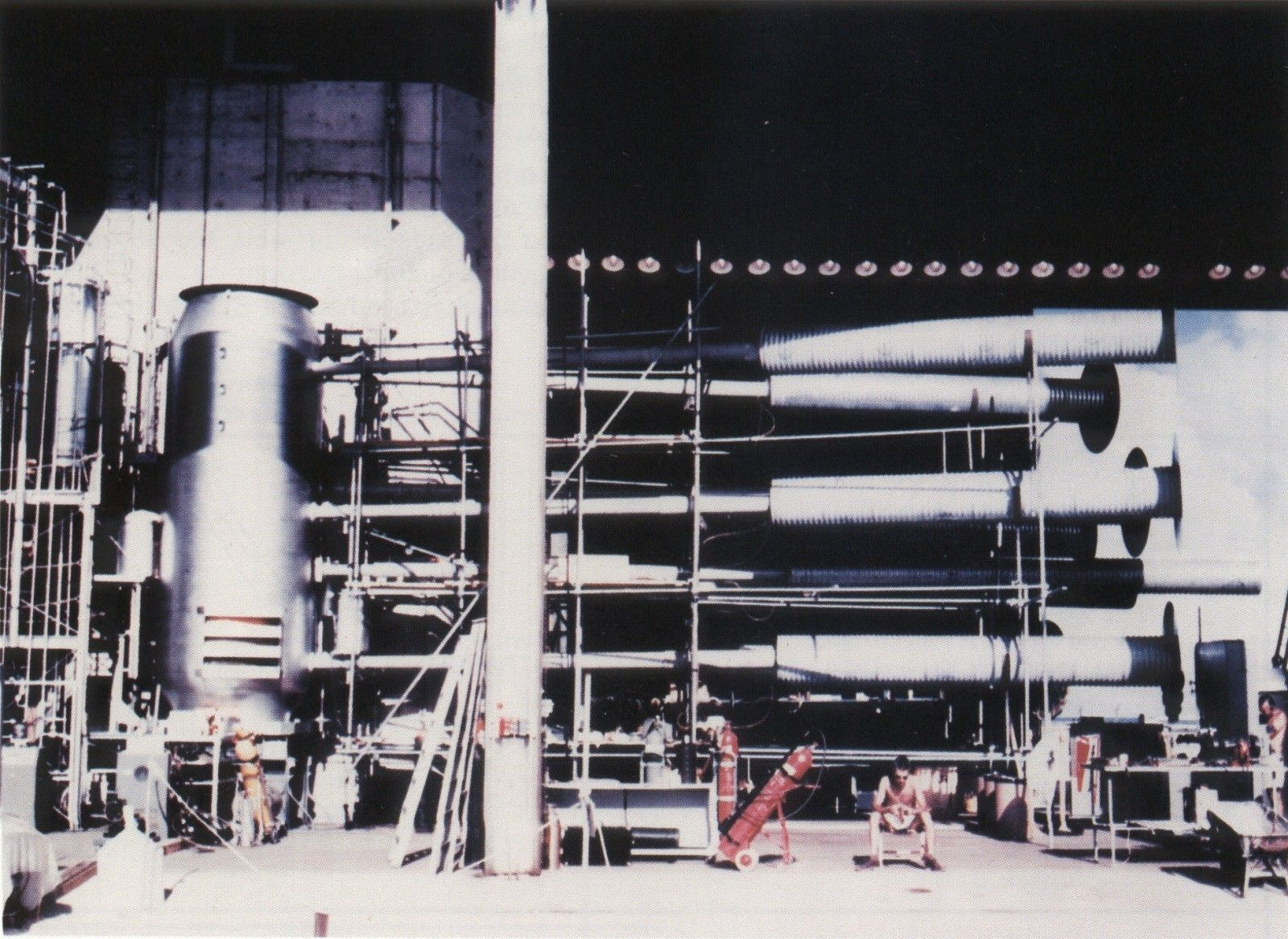
بالنظر إلى غلاف جهاز 'النقانق' ، مع الأجهزة والمعدات المتعلقة بدرجات الحرارة المنخفضة المرفقة. كانت أنابيب طويلة لأغراض المراقبة والقياس، وسوف تحصل على البتات الأولى من الاشعاع الابتدائية والثانوية ("ضوء تيلر") عندما يتم تفجير الجهاز. لاحظ رجل يجلس أسفل اليمين لغرض المقارنة والقياس.

ثلت قنبلة «مايك» ذات الاثنين والثمانين طنًا أمريكيًا (74 طنا) مبنى يشبه المصنع أكثر مما يشبه الأسلحة. وقد أفيد بأن المهندسين السوفييت أشاروا ساخرين من قنبلة «مايك» باسم «المنشأة النووية الحرارية».
صمم الجهاز من قبل ريتشارد غاروين، تلميذ إنريكو فيرمي، باقتراح من إدوارد تيلر. وكان قد اتُفق على أن الاختبار الشامل وحده من سيجزم بصحة فكرة تصميم تيلر وأولام. أرشد غاروين لاستخدام نفس التقديرات التقليدية أثناء تصميمه الاختبار، وأعلم بعدم ضرورة أن يكون صغيرًا أو خفيفًا بما يكفي لرميه من الجو.
وقع الاختيار على الديوتيريوم المسال كوقود للتفاعل الاندماجي، فقد بسط استخدامه التجربة من وجهة نظر الفيزيائيين، وسهل من تحليل النتائج. ومن ناحية هندسية، فقد حتم استخدامه تطوير تكنولوجيات غير معروفة مسبقًا للتعامل مع تلك المادة الصعبة، التي احتاجت أن تخزن في درجات شديدة الانخفاض، قرب الصفر المطلق. بنيت وحدة تبريد كبيرة لإنتاج الهيدروجين المسال (المستخدم للتبريد في القنبلة) والديوتيريوم (المستخدم كوقوع للاختبار). وقد بنيت وحدة بطاقة 3000 كيلوواط من أجل منشأة التبريد.
بلغ وزن قنبلة مايك بأكملها (مشتملة على معدات التبريد) 82 طنًا أمريكيًا (74 طنًا). وقد وضعت في مبنى كبير من الألمونيوم المموج، تسمى كابينة الإطلاق، والتي يبلغ طولها 88 قدمًا (27 مترًا)، وعرضها 46 قدمًا (14 مترًا)، وبارتفاع 61 قدمًا (19 مترًا)، ومعها برج إشارة بطول 300 قدم (91 مترًا). استخدمت إشارات التلفاز والراديو للاتصال بغرفة التحكم على سفينة يو إس إٍس إستس، حيث تواجد فريق الإطلاق.
اشترك في تفجير قنبلة «مايك» 9350 فرد عسكري و2300 مدني إجمالا. وتضمنت العملية تعاونًا بين جيش الولايات المتحدة، الأسطول، القوات الجوية، وأجهزة الاستخبارات. جلبت سفينة يو إس إٍس كورتيس المكونات من الولايات المتحدة إلى جزيرة إليوجلاب ليجري تجميعها. انتهى العمل في الساعة الخامسة مساء يوم 31 أكتوبر. وخلال ساعة، تم إجلاء الأفراد استعدادًا للتفجير.

## أنظر أيضًا
- لجنة مستشاري وزارة الخارجية لشؤون نزع السلاح